# Cabo Luck
O Cabo Luck (54° 03′ S, 37° 16′ O) é um cabo no lado ocidental da entrada do Fiorde Sea Leopard, na Baía das Ilhas, Geórgia do Sul. O nome aparece ter sido primeiro usado pelo pessoal da Discovery Investigations que mapeou este ponto durante 1929-30.

 Este artigo incorpora material em domínio público  de United States Geological Survey   , documento "Cabo Luck" (conteúdo do Geographic Names Information System).